# Caravela
Caravela (port. Ilha Caravela) – druga co do wielkości i czwarta pod względem liczby ludności (stan na rok 2008) z wysp archipelagu Bijagós, należącego do Gwinei Bissau, położona w jego północno-zachodniej części. Administracyjnie należy do Regionu Bolama. Liczba mieszkańców obecnie (2008) zbliża się do 5 tys., natomiast rekordowo najwięcej wynosiła w 1991 – ponad 10 tys.
Jej kod lotniska ICAO to GGCV.

## Geografia
Długość wyspy wynosi 19,345 km, a jej szerokość – 10,4 km. Łącznie linia brzegowa ma długość 56 km, natomiast wielkość wynosi 128 km². Leży ok. 37 km od wybrzeża Gwinei Bissau i 1 km od najbliższej wyspy Carache. Należy do sektora Caravela w archipelagu razem z wyspami Formosa, Ponta, Maio, Carache, Unhacomo, Unhacomozinho, Enu i Edana. Większość powierzchni wyspy pokrywają piaszczyste plaże i namorzyny.